# الخليل ولد النحوي
الخليل النحوي (1955م/1374هـ) هو سياسي وشاعر ولغوي موريتاني، يعتبر أحد أبرز الشخصيات العلمية والثقافية في موريتانيا وأذيعها صيتا على مستوى الوطن العربي والإسلامي، له العديد من الإسهامات العلمية والأدبية وشغل العديد من المناصب على المستوى الوطني والدولي، أستاذ جامعي، خبير في التربية الأصيلة وباحث في علوم اللغة والدين والتاريخ.

## حياته
ولد في برينا وهي قرية تقع في مقاطعة الركيز وتبعد عن العاصمة الموريتانية نواكشوط حوالي 200 كلم علي الاتجاه الجنوبي الشرقي.
شاعر مبير وأديب وأحد كبار حزب البعث الموريتاني

## دراسته
- درس بالمدارس الأهلية بموريتانيا علوم الدين واللغة، وهذه المدارس هي ما يعرف بالمحاضر، ولكنه نال أكثر ما نهله من العلوم بمجهود شخصي لما كان لديه من علو همة ومحبة للعلم حيث شكل مكتبة وهو لا يتجاوز من العمر العاشرة أي بعد حفظه القرآن الكريم وهو في السابعة من العمر، وما يتبعه عادة من أساسيات الكتب كقرة الأبصار في السيرة وعبيد ربه في النحو وابن عاشر في الفقه... الخ.
- وبعد ذلك توجه إلى العاصمة أين سيجد الأرضية الصالحة لممارسة الهواية حيث عمل في الإذاعة من خلال تقديمه لبرنامج فيها ومنها إلى رئاسة التحرير لصحيفة الشعب- أول صحيفة يومية في موريتانيا 1975 م، ومديراً عاماً للمؤسسة الوطنية للصحافة والنشر 1980 م، ومديراً للإعلام والعلاقات الخارجية 1982 م، وعمل منذ 1987م خبيراً بالمنظمة العربية للتربية والثقافة والعلوم.
- رئيس مؤسس لرابطة الأدباء الموريتانيين وأمين عام مساعد لاتحاد الصحفيين العرب 1978 م، وأمين المركز العربي للدراسات الإعلامية 1979 م، وعضو المجلس التنفيذي للمنظمة العربية للتربية والثقافة والعلوم م1978م -1982م.
تعرض للاعتقال عدة مرات وسجن لانتمائه للتيار البعثي العربي الموريتاني.
وكان يعمل مستشارا لرئيس الجمهورية الموريتانية السابق السيد سيدي محمد ولد الشيخ عبد الله.
من شعره
بيـروت : (الكـامل) سجـن أجريدة يوليو 1982
[محل شك]== مؤلفاته ==
- نماذج من الشعر الموريتاني المعاصر
- بلاد شنقيط المنارة والرباط-
- المعجم العربي الميسر (بالاشتراك) – موسوعة التربية الإسلامية (بالاشتراك)- الموسوعة الصحفية العربية (بالاشتراك).

وهو حامل وسام المؤرخ العربي 1989.